# Milford (Staffordshire)
Milford – wieś w Anglii, w hrabstwie Staffordshire. Leży 6 km na południowy wschód od miasta Stafford i 194 km na północny zachód od Londynu.